# Rio Arpa
O rio Arpa (em armênio/arménio:  Արփա; em azeri:  Arpaçay)  é um rio da Arménia e do Azerbaijão, afluente do rio Arax. Percorre a província de Vaiose Zor (Arménia) e a República Autónoma de Naquichevão (Azerbaijão). É conhecido sobretudo pela sua beleza e excelentes lugares para pesca.
Em 1963 iniciaram-se trabalhos de construção de um túnel com o objetivo de desviar parte das águas do rio para o lago Sevã, para paproveitamenteo hidroelétrico e irrigação agrícola. A obra ficou completa em 1981 e permitiu o afluxo de 250 milhões de metro cúbicos por ano para o lago. Hoje a conduta, de 48 km, tem falta de manutenção e é inutilizável.